# 오카시와촌
오카시와촌(大柏村)은  1889년 4월 1일부터 1949년 11월 3일까지 지바현 히가시카쓰시카군에 존재했던 촌이다. 현재의 이치카와시 북동부에 해당한다.

## 역사
- 1889년 4월 1일 - 정촌제 시행에 수반해 히가시카쓰시카군 오카시와촌이 성립하였다.
- 1949년 11월 3일 - 이치카와시에 편입되어, 소멸하였다.